# Videoherní průmysl

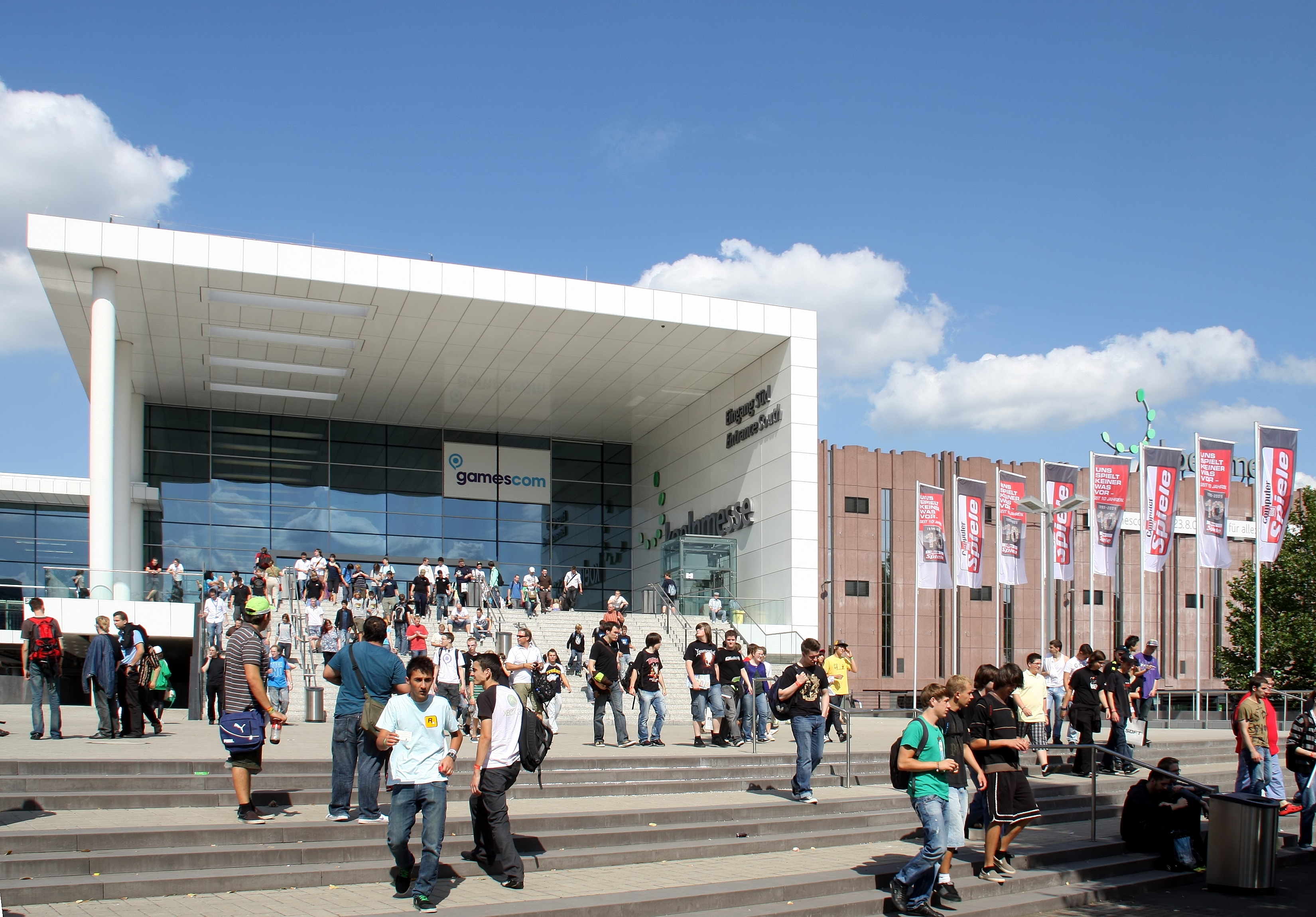
Veletrh Gamescom v Kolíně nad Rýnem je největším světovým videoherním veletrhem.

Videoherní průmysl (nebo herní průmysl) je odvětví průmyslu zabývající se tvorbou a prodejem počítačových her, resp. videoher. Zahrnuje desítky specializovaných profesí (např. herní návrhář, grafik, programátor, producent) a zaměstnává množství lidí po celém světě. V roce 2020 dosáhl celkový obrat odvětví 139,9 miliard dolarů.

## Česká republika
V Česku je ve zdejší Asociaci českých herních vývojářů sdruženo 76 vývojářských studií (2020) a v celém odvětví pracuje přibližně 1 500 lidí. Celkový obrat českého herního průmyslu v roce 2018 dosáhl tří miliard korun.